# Strobilanthes foliosus
Strobilanthes foliosus är en akantusväxtart som beskrevs av T. Anders.. Strobilanthes foliosus ingår i släktet Strobilanthes och familjen akantusväxter. Inga underarter finns listade i Catalogue of Life.